# Il Gazzettino
Il Gazzettino ist eine italienische Regionalzeitung. Sie erscheint in den norditalienischen Regionen Venetien und Friaul-Julisch Venetien. Die täglich erscheinende Zeitung liegt nach den Verbreitungszahlen auf dem achten Platz unter den italienischen Tageszeitungen und ist die wichtigste im Triveneto.
Die Tageszeitung besteht aus dem National-, dem Regional- und einem spezifischen Lokalteil. Der Montagsausgabe ist die Sportbeilage Ognisport beigefügt.

## Geschichte
Il Gazzettino (ital.: Das Blättchen, Die Zeitung) wurde im März des Jahres 1887 von Gianpietro Talamini gegründet. Der damit zu den ältesten Zeitungen Italiens zählende Gazzettino erschien ursprünglich auf einem einzigen Druckblatt und war in seiner Verbreitung stark limitiert. Zu einer steigenden Beliebtheit verhalfen der Zeitung jedoch bald eine Reihe von Fortsetzungsromanen und -novellen.
1936 übernahmen die italienischen Faschisten mit dem Chefredakteur Giorgio Pini die Zeitung und 1938 erlangte Giuseppe Volpi die besitzrechtliche Kontrolle. Nach der Absetzung Mussolinis am 25. Juli 1943 wurde Diego Valeri Herausgeber der Zeitung, der dann aber nach dem 8. September 1943 emigrieren musste.
1977 zog die Redaktion des Gazzettinos von ihrem ursprünglichen Sitz in der Ca’ Faccanon (Venedig) in die Via Torino in Mestre. Sechs Jahre später gründete ein venezianischer Unternehmerzusammenschluss schließlich das Verlagshaus der Zeitung, die Società Editrice Padana S.E.P. S.p.A.
Im Juli 2006 stieg die Verlagsgruppe Caltagirone Editore bei dem Verlag der Zeitung ein und erlangte 52 % der Aktien. Am 31. Dezember 2006 befand sich Caltagirone im Besitz von 67,21 % der Verlagsaktien.

## Direktoren
- Alberto Cavallari (1969–1970)
- Lauro Bergamo (1970–1976)
- Gianni Crovato (1976–1983)
- Gustavo Selva (1983–1984)
- Giorgio Lago (1984–1996)
- Giulio Giustiniani (1996–2001)
- Luigi Bacialli (1. März 2001–12. Juli 2006)
- Vittorio Pierobon (ad interim: 13. Juli 2006–23. Juli 2006)
- Roberto Papetti (24. Juni 2006)

## Auflage
| Jahr                | 1996    | 1997    | 1998    | 1999    | 2000    | 2001    | 2002    | 2003    | 2004    | 2005    | 2006   | 2007   | 2008   |
| ------------------- | ------- | ------- | ------- | ------- | ------- | ------- | ------- | ------- | ------- | ------- | ------ | ------ | ------ |
| Verbreitete Auflage | 133.125 | 136.394 | 135.017 | 136.538 | 136.753 | 132.969 | 120.171 | 113.844 | 107.504 | 100.978 | 94.209 | 89.770 | 84.413 |